# Waldershof
Waldershof (oberpfälzisch: Waltershuaf) ist eine Stadt im Oberpfälzer Landkreis Tirschenreuth.

## Geografie
Waldershof liegt in der  Waldershofer Senke zwischen dem Steinwald und der Kösseine im ehemaligen Stiftland.

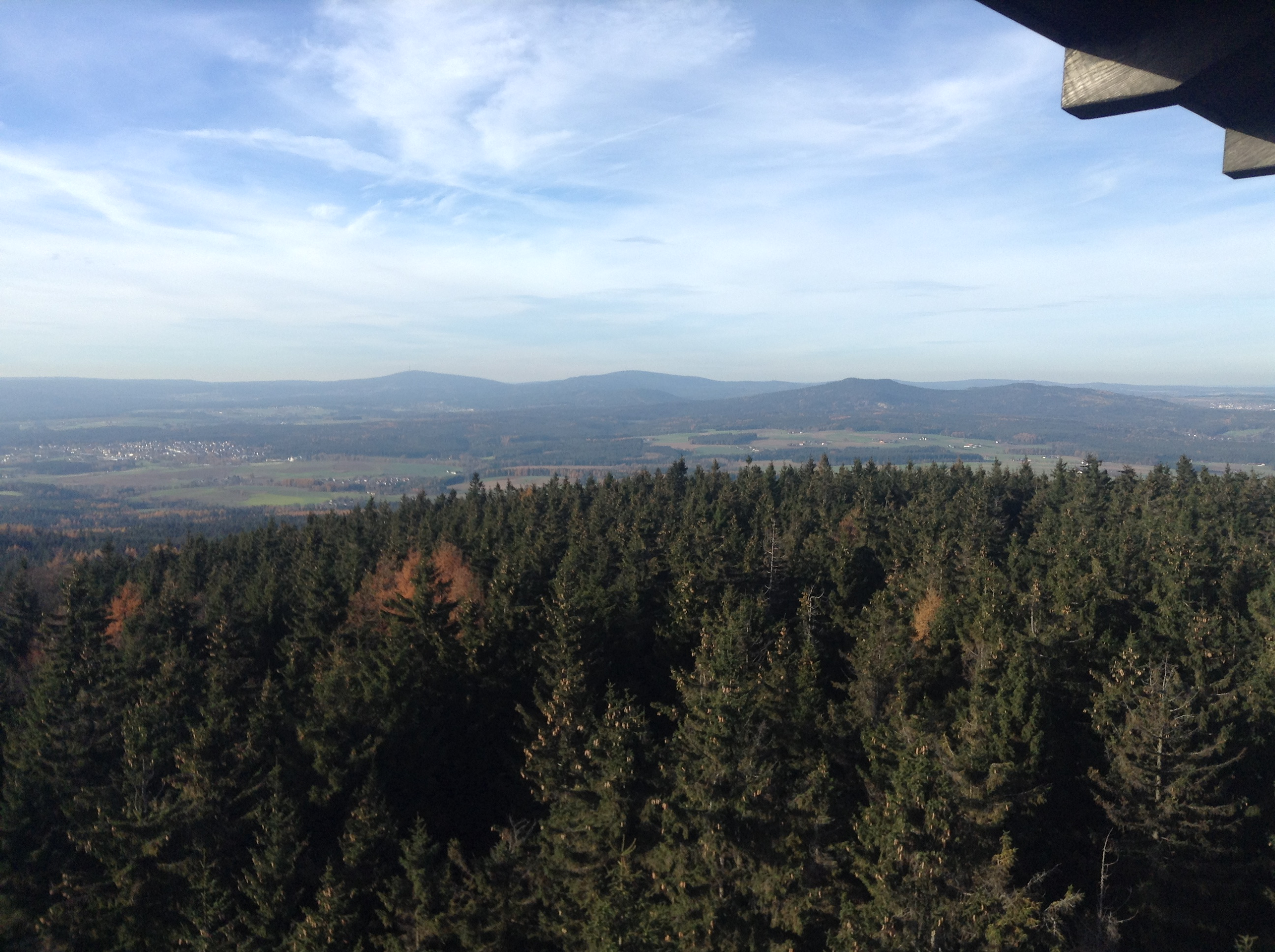
Waldershofer Senke vom Steinwald aus gesehen, im Hintergrund die Gipfel von links nach rechts: Ochsenkopf, Schneeberg, Kösseine und Burgstein

### Ausdehnung des Stadtgebiets
Die nördliche Stadtgrenze bildet zugleich die Grenze zum Landkreis Wunsiedel im Fichtelgebirge und die vom Regierungsbezirk Oberpfalz zum Regierungsbezirk Oberfranken.
Waldershof ist die sechstgrößte Stadt im Landkreis Tirschenreuth.

### Gemeindegliederung
Die Stadtgemeinde Waldershof hat 27 Gemeindeteile (in Klammern ist der Siedlungstyp angegeben):
- Bärnest (Einöde)
- Buchlohhäuser (Einöde)
- Gefällmühle (Einöde)
- Hard (Dorf)
- Harlachberg (Einöde)
- Harlachhammer (Dorf)
- Harlachhof (Einöde)
- Harlachmühle (Einöde)
- Helmbrechts (Dorf)
- Hohenhard (Kirchdorf)
- Kaltenlohe (Einöde)
- Kössain (Weiler)
- Lengenfeld b.Groschlattengrün (Kirchdorf)
- Masch (Dorf)
- Neumühle (Einöde)
- Paulusmühle (Einöde)
- Poppenreuth (Pfarrdorf)
- Rodenzenreuth (Dorf)
- Rosenhammer (Weiler)
- Schafbruck (Dorf)
- Schurbach (Kirchdorf)
- Silbermühle (Einöde)
- Stemetsbach (Weiler)
- Stieglmühle (Weiler)
- Walbenreuth (Dorf)
- Waldershof (Hauptort)
- Wolfersreuth (Dorf)

Es gibt die Gemarkungen Helmbrechts, Hohenhard, Kössain, Lengenfeld b.Groschlattengrün, Poppenreuth, Rodenzenreuth, Walbenreuth und Waldershof.

### Nachbargemeinden
Nachbargemeinden sind Pullenreuth, Marktredwitz, Neusorg, Ebnath, Pechbrunn, Fuchsmühl und Friedenfels.
Zusammen mit Marktredwitz und Wunsiedel bildet Waldershof den Ballungsraum im südlichen Fichtelgebirge.

## Geschichte

### Bis zur Gemeindegründung
Im Jahr 1244 schenkte Gebhard von Leuchtenberg mit Einwilligung seiner Söhne seinen Hof in Masch dem Kloster Waldsassen. 1263 übereignete Landgraf Friedrich von Leuchtenberg die Burg „Waltershove“ gemeinsam mit Wolfersreuth und Meierhof dem Kloster. Die Burg wurde schon 1061 erstmals urkundlich erwähnt. Erst 1280 konnte der leuchtenbergische Ministeriale Friedrich von Waldershof vom Kloster Waldsassen abgelöst werden. 1279 erwarb das Kloster das Dorf Pilgramsreuth durch eine Schenkung. 1463 verlieh der Landesherr, Abt Nikolaus IV. vom Kloster Waldsassen, Waldershof stadtähnliche Privilegien. Schloss und Markt unterstanden bis zur Säkularisation 1803 der Abtei Waldsassen, die Stadt wurde aber schon 1628 Teil des Kurfürstentums Bayern, das 1806 zum Königreich erhoben wurde. Im Jahr 1818 entstand durch das Gemeindeedikt die politische Gemeinde.

### 20. und 21. Jahrhundert
Die Gründung der Porzellanfabrik Haviland 1907 war ein wichtiger Schritt in der Entwicklung zu einer industriell geprägten Gemeinde. 1963 wurde Waldershof zur Stadt erhoben.
Am 7. Mai 2016, in Vorbereitung des 26. Jahrestages der deutschen Wiedervereinigung, pflanzten die Stadträte mit Unterstützung von Ursula Schimmel (Bund Naturschutz) im Beisein von Werner Erhardt das Baumdenkmal für die Deutsche Einheit im Kösseinebad.

### Eingemeindungen
Im Zuge der Gebietsreform in Bayern wurden am 1. April 1971 die Gemeinden Rodenzenreuth und Walbenreuth eingegliedert. Am 1. Juli 1976 wurden Gebietsteile der aufgelösten Gemeinde Lengenfeld bei Groschlattengrün eingegliedert. Am 1. Januar 1978 wurde der überwiegende Teil der Gemeinde Poppenreuth, die am 1. Juli 1972 durch den Zusammenschluss von Helmbrechts und Hohenhard entstanden ist, eingegliedert. Kleine Teile der Nachbargemeinde Neusorg (etwa 100 Einwohner) und der aufgelösten Gemeinde Langentheilen (weniger als 50 Einwohner) kamen am 1. Mai 1978 hinzu.

### Einwohnerentwicklung
Zwischen 1988 und 2018 stagnierte bzw. stieg die Einwohnerzahl von 4282 auf 4294 um 12 bzw. um 0,3 %.

## Politik

### Stadtrat
Die 16 Sitze des Stadtrats verteilen sich nach der Kommunalwahl am 15. März 2020 folgendermaßen:
- CSU: 6 Sitze
- SPD: 3 Sitze
- FW: 5 Sitze
- Wählerbund (WB): 2 Sitze

### Bürgermeister
- Erste Bürgermeisterin: Margit Bayer (CSU)
- Zweiter Bürgermeister: Helmut Härtl (CSU)
- Dritte Bürgermeisterin: Gisela Kastner (FW)

### Wappen
|                                   | Blasonierung: „In Silber eine rote Zinnenmauer, über der nebeneinander drei grüne Nadelbäume aufwachsen.“ |
| Das Wappen ist seit 1463 bekannt. | |

## Kultur und Sehenswürdigkeiten

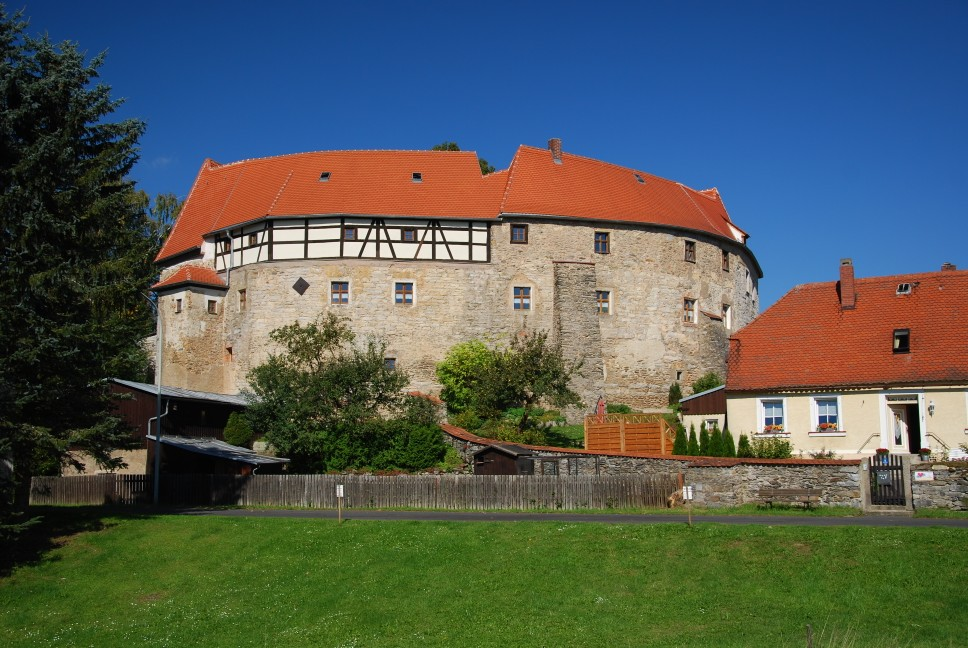
Ganerbenburg in Waldershof (Schloss)

### Bauwerke
- Schloss Waldershof
- Johanneskapelle
- Alte katholische Pfarrkirche St. Sebastian

### Naturdenkmäler
Waldershof erstreckt sich auf die Naturparks Steinwald und Fichtelgebirge. Ein weiter Teil des Stadtgebiets ist Teil des Landschaftsschutzgebiets innerhalb des Naturparks Fichtelgebirge bzw. Steinwalds, der ehemaligen Schutzzone der Parks. Im Südwesten der Stadt bei Neumühle haben sich mehrere Dolinen gebildet, die vermutlich in einem Marmorzug entstanden, der sich von Oberwappenöst bis Arzberg, teilweise bis an die Oberfläche erstreckt.

### Baumdenkmal für die Deutsche Einheit
Das Baumdenkmal für die Deutsche Einheit befindet sich im Kösseinebad, Rodenzenreuther Straße.

## Wirtschaft und Infrastruktur

### Ansässige Unternehmen
- Der Fahrradhersteller CUBE hat in Waldershof seinen Hauptsitz mit 20.000 Quadratmeter Produktionsfläche.
- Die Autohausgruppe Mössbauer ist eines der 100 größten Automobilunternehmen Deutschlands und Mitglied der TECHNO-Einkaufsgesellschaft.
- Die A. Schmelzer & Sohn GmbH & Co. KG ist ein metallverarbeitendes Unternehmen mit mehr als 250 Mitarbeitern in den Bereichen Anlagenbau, Rohrbau, Formentechnik, Spenglerei und Agrartechnik.
- Die SCHERDEL Waldershof GmbH & Co. KG hat im Standort Waldershof ca. 250 Mitarbeiter beschäftigt.
- Die MECO Maschinen-Elektro-Companie GmbH, Tochterunternehmen der Scherdel GmbH, hat etwa 100 Mitarbeiter im Standort Waldershof beschäftigt.

### Verkehr

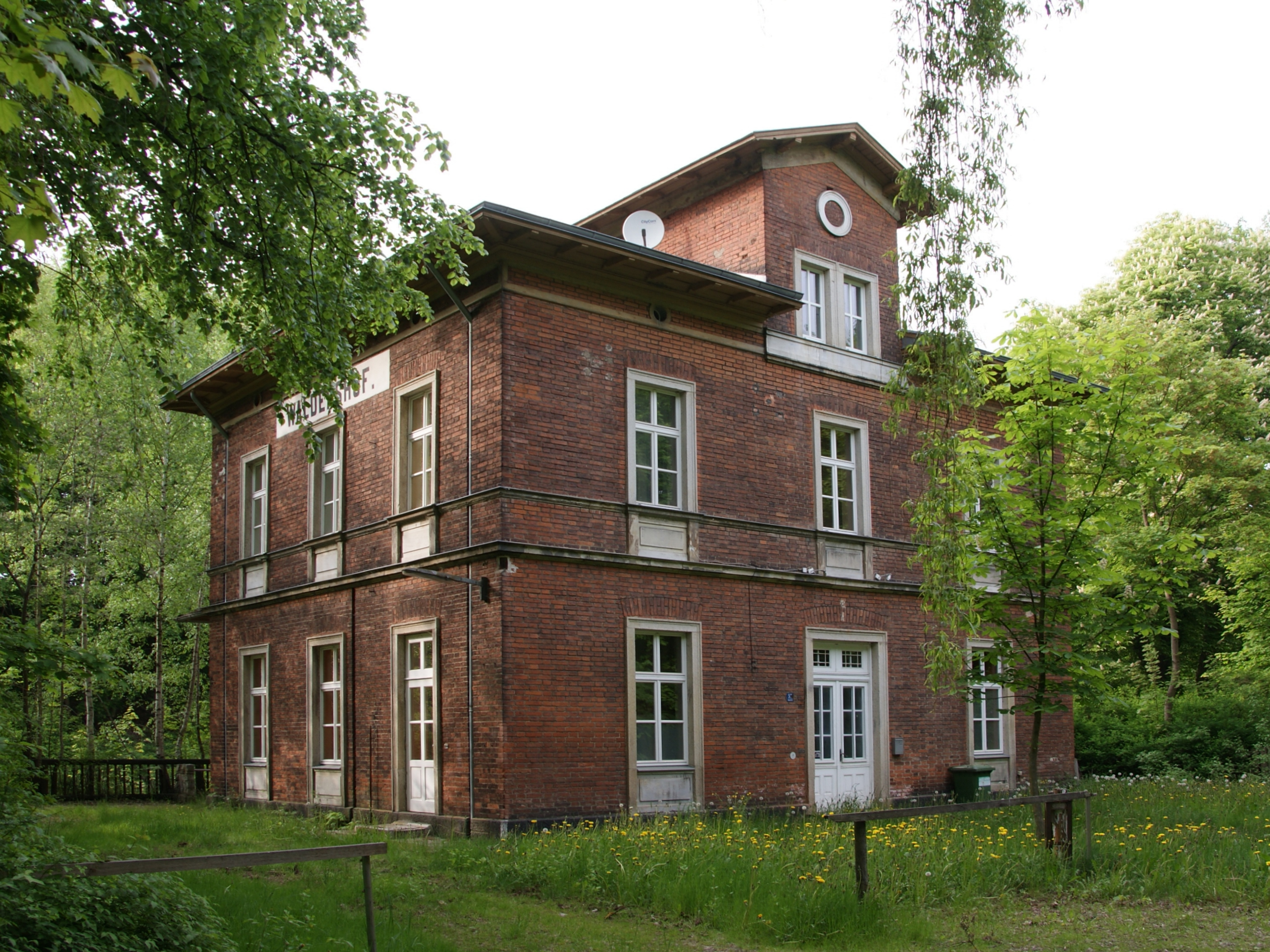
Altes Bahnhofsgebäude

Waldershof liegt an der Bahnstrecke Nürnberg–Cheb. Vom Haltepunkt fahren Züge nach Bayreuth, Hof, Coburg und zum nächsten größeren Bahnhof Marktredwitz. Die nächstgelegene Autobahnanschlussstelle ist Pechbrunn zur A 93.
Waldershof ist über die Staatsstraße 2121, die Staatsstraße 2177 und die Kreisstraße TIR 17 mit dem überörtlichen Straßennetz verbunden.

### Öffentliche Einrichtungen
- Kindergarten im Ortsteil Poppenreuth
- Kösseinebad
- Kindergarten
- Jobst-vom-Brandt-Grundschule Waldershof
- Calisthenics-Anlage und Spielplatz im Stadtpark

## Söhne und Töchter der Stadt
- Jobst von Brandt (1517–1570), Komponist
- Matthäus Vogel (1695–1766), Jesuit, Schriftsteller, Volksmissionar und Begründer der Loreto-Wallfahrt Oggersheim (Rheinpfalz)
- Franz Michael von Wagner (1768–1851), Montanist
- Hubert Haensel (* 1952), Science-Fiction-Autor
- Maximilian Gläßl (* 1997), Eishockeyspieler
- Ludwig Hoffmann (1840–1923), Heimatdichter und Komponist
- Johann Baptist Greger (1782–1864), Kgl. Kreis- und Stadtgerichtsrat in München